# Jerzy Bobrowski
Jerzy Wawrzyniec Bobrowski (ur. 27 lipca 1944) – polski przedsiębiorca i samorządowiec, od czerwca do listopada 1990 prezydent Kędzierzyna-Koźla.

## Życiorys
Wywodzi się z rodu Bobrowskich herbu Jastrzębiec, jego ojciec służył w Dywizjonie 303. Ukończył Politechnikę Śląską, kształcił się też w zakresie wzornictwa przemysłowego na University of Bradford. Pod koniec PRL-u zajął się działalnością biznesową: otworzył firmę odzieżową Mellow White Intersport, a także przedsiębiorstwo zajmujące się budową gospodarstw rolnych.
W lutym 1990 kandydował w wyborach uzupełniających do Senatu w okręgu opolskim, zajmując ostatnie, czwarte miejsce. W 1990 wybrano go do rady miejskiej Kędzierzyna-Koźla jako lidera Stowarzyszenia Osiedlowych Samorządów. Od 20 czerwca do 6 listopada 1990 był prezydentem Kędzierzyna-Koźla, odszedł ze stanowiska po rezygnacji. W 1991 kandydował do Sejmu z listy SLD. Gdy w latach 90. jego fabrykę strawił pożar, otworzył zakład produkujący bieliznę. Wkrótce jednak jego biznes zbankrutował, a sam Bobrowski przez wiele lat toczył spory sądowe m.in. o odszkodowania za pożar. W 2002 ubiegał się o prezydenturę Kędzierzyna-Koźla z ramienia lokalnego komitetu, zajął 6 miejsce na 8 kandydatów.